# Kurt Töpel
Kurt Töpel (* 16. Oktober 1932) ist ein ehemaliger deutscher Fußballspieler. 1952/53 spielte er für die BSG Motor/Wismut Gera in der DDR-Oberliga, der höchsten Spielklasse im DDR-Fußball.

## Sportliche Laufbahn
Im Oberligakader 1952/53 der Betriebssportgemeinschaft (BSG) Motor Gera war Neuling Kurt Töpel mit 19 Jahren einer der Jüngsten. Nachdem Motor Gera die Oberligasaison mit vier Niederlagen begonnen hatte, stellte Trainer Oskar Büchner die Mittelfeldachse seiner Mannschaft um und brachte erstmals Kurt Töpel als linken Läufer ins Spiel. Töpel nutzte die Chance und erkämpfte sich auf dieser Position mit 20 Einsätzen einen Stammplatz. Die BSG benannte sich im Laufe der Rückrunde in BSG Wismut um, musste aber am Saisonende aus der Oberliga absteigen. 
Die DDR-Liga-Saison 1953/54 wurde zu Töpels erfolgreichsten Spielzeit. Er bestritt auf seiner angestammten Position alle 26 Ligaspiele und erzielte obendrein dabei noch drei Tore. In der Übergangsrunde im Herbst 1955, die dem Übergang zum Sommer-Frühjahr-Spielrhythmus diente und in der 1. DDR-Liga (es war als 3. Spielklasse die II. DDR-Liga eingeführt worden) mit 13 Spielen ausgetragen wurde, kam Töpel 12-mal zum Einsatz. Auch in den folgenden Spielzeiten gehörte er zum Stammpersonal der BSG Wismut, ehe sich ab 1958 seine Leitungskurve nach unten bewegte. Während Töpel 1956 und 1957 bei insgesamt 52 ausgetragenen Ligaspielen noch 39-mal aufgeboten wurde, kam er 1958 nur in acht Spielen und 1959 15-mal zum Einsatz. Daraufhin beendete Kurt Töpel nach acht Spielzeiten seine Laufbahn im höherklassigen Fußball. In dieser Zeit war er auf 20 Oberliga- und 101 DDR-Liga-Spiele sowie auf drei Tore gekommen.